# Teorema central do limite
O teorema central do limite (ou teorema do limite central) é um importante resultado da estatística e a demonstração de muitos outros teoremas estatísticos dependem dele. Em teoria das probabilidades, esse teorema afirma que quando o tamanho da amostra aumenta, a distribuição amostral da sua média aproxima-se cada vez mais de uma distribuição normal. Este resultado é fundamental na teoria da inferência estatística.
Na inferência estatística a utilidade do teorema central do limite vai desde estimar os parâmetros como a média populacional ou o desvio padrão da média populacional, a partir de uma amostra aleatória dessa população, ou seja, da média amostral e do desvio padrão da média amostral até calcular a probabilidade de um parâmetro ocorrer dado um intervalo, sua média amostral e o desvio padrão da média amostral.

## Introdução
Conforme será enunciado posteriormente, o teorema central do limite afirma que a média de uma amostra de {\displaystyle n} elementos de uma população tende a uma distribuição normal. Pode-se pensar de forma empírica que ao nos distanciarmos da média, a probabilidade de ocorrência diminui, ou seja, é mais provável ocorrer um evento que se encontra próximo da média do que um evento de um dos extremos. Além disso, uma distribuição pode ganhar a forma de curva normal se possuir diferentes combinações para cada resultado possível do espaço amostral. Isso é válido (em se tratando de amostras discretas), para amostras suficientemente grandes da população. O suficientemente grande, varia de acordo com a população, para populações com distribuição quase simétrica, a amostra pode ser menor do que para populações cuja distribuição seja assimétrica. A curva normal obtida pode então ser convertida em uma curva binomial ou em uma curva de Poisson, e posteriormente pode-se ainda realizar uma correção de continuidade. A precisão da correção de continuidade também pode ser medida.
Assim, é permitido inferir sobre a população através da média amostral e do desvio padrão amostral. Se extraíssemos todos os elementos da população, os dados sobre a amostra seriam exatamente iguais aos da população, mas isso pode ser demasiadamente custoso e/ou lento e/ou impossível (é impossível medir a resistência máxima de qualquer produto para todos os elementos da população).

## Enunciado formal para variáveis aleatórias independentes
Existem diversas maneiras de enunciar o teorema central do limite, todas elas equivalentes, ainda que com maior ou menor rigor formal:
- Seja uma amostra aleatória simples {\displaystyle \left(X_{1},X_{2},...,X_{n}\right)} de tamanho "{\displaystyle n}" dada a partir de uma população com média {\displaystyle \mu } e variância {\displaystyle \sigma ^{2}} finita. À medida que "{\displaystyle n}" cresce, a distribuição amostral da média {\displaystyle {\frac {\sum _{i=1}^{n}X_{i}}{n}}={\bar {X}}} aproxima-se de uma distribuição normal com média {\displaystyle \mu } e variância {\displaystyle {\frac {\sigma ^{2}}{n}}}.[1]

- Sejam {\displaystyle \left(X_{1},X_{2},...\right)} uma sequência de variáveis aleatórias independentes e identicamente distribuídas (iid). Sejam {\displaystyle E\left[X_{i}\right]=\mu } finito e {\displaystyle Var\left[X_{i}\right]=\sigma ^{2}>0} finito. Seja {\displaystyle G_{n}(x)} a função distribuição acumulada de {\displaystyle {\frac {\color {Red}{\sqrt {n}}\left[{\bar {X}}-\mu \right]}{\sigma }}}, Então, {\displaystyle {\frac {\color {Red}{\sqrt {n}}\left[{\bar {X}}-\mu \right]}{\sigma }}} tem uma distribuição normal padrão limite, isto é,

{\displaystyle \lim _{n\to \infty }G_{n}(x)=\int _{-\infty }^{x}{\frac {1}{\sqrt {2\pi }}}e^{\frac {-(X-\mu )^{2}}{2\sigma ^{2}}}d\left[{\frac {X-\mu }{\sigma }}\right]}.
- Seja {\displaystyle \left(X_{1},X_{2},...,X_{n}\right)} uma sequência de {\displaystyle n} variáveis aleatórias independentes e identicamente distribuídas (i.i.d.), com média {\displaystyle \mu } e variância {\displaystyle \sigma ^{2}>0}, ambas finitas.

Então a variável aleatória
{\displaystyle Z_{n}={\frac {X_{1}+X_{2}+\ldots +X_{n}-n\mu }{\sigma {\sqrt {n}}}}\,,}
converge em distribuição para a distribuição normal padrão N(0,1).
- Resumidamente, se temos uma sequência de variáveis aleatórias independentes e identicamente distribuídas {\displaystyle \left(X_{1},X_{2},...,X_{n}\right)} com {\displaystyle E\left[X_{i}\right]=\mu } finito e {\displaystyle Var\left[X_{i}\right]=\sigma ^{2}>0} finita, podemos enunciar o teorema central do limite (TLC) de duas maneiras bastante úteis:

| Nome                  | Enunciado formal |
| --------------------- | --- |
| TCL de Lindeberg–Lévy | {\displaystyle {\color {Red}{\sqrt {n}}{\bigg [}\left({\frac {1}{n}}\sum _{i=1}^{n}X_{i}\right)-\mu {\bigg ]}}\ {\xrightarrow {d}}\ {\mathcal {N}}(0,\;\sigma ^{2}).} |
| TCL de Lyapunov       | {\displaystyle {\frac {1}{s_{n}}}\sum _{i=1}^{n}(X_{i}-\mu _{i})\ {\xrightarrow {d}}\ {\mathcal {N}}(0,\;1)}, sendo {\displaystyle {\frac {1}{s_{n}}}={\frac {1}{\sqrt {\sum _{i=1}^{n}\sigma _{i}^{2}}}}={\frac {1}{\sqrt {n\sigma _{i}^{2}}}}={\frac {1}{{\sqrt {n}}\sigma _{i}}}={\frac {1}{{\sqrt {n}}\sigma _{i}}}*{\frac {\sqrt {n}}{\sqrt {n}}}={\frac {\sqrt {n}}{n\sigma _{i}}}}. Isto é a mesma coisa que dizer que {\displaystyle {\frac {\color {Red}{\sqrt {n}}\left[{\bar {X}}-\mu \right]}{\sigma }}\ {\xrightarrow {d}}\ {\mathcal {N}}(0,\;1)} |

## Aplicações

### Exemplo ilustrados

Teorema central do limite

Seja a variável aleatória X= "resultado de um dado não viciado", que pode assumir os valores 1, 2, 3, 4, 5, 6. Sabemos que sua esperança populacional é
{\displaystyle E\left[X\right]={\frac {1+2+3+4+5+6}{6}}=3,5},
ou seja, o resultado médio de se jogar o dado é 3,5.
Sabemos também que a variância populacional é
{\displaystyle Var\left[X\right]=E(X^{2})-[E(X)]^{2}=\left[{\frac {1^{2}+2^{2}+3^{2}+4^{2}+5^{2}+6^{2}}{6}}\right]-[3,5^{2}]\approx 2,917}
Sabemos que para um lançamento, temos uma equiprobabilidade onde cada face possui um sexto de chances. Se tomarmos uma amostra de 10 observações (ou seja, se jogarmos o dado 10 vezes e anotarmos o resultado), é possível que tenhamos uma média amostral maior ou menor que 3,5. O teorema central do limite nos diz que, à medida que aumentamos o tamanho desta amostra (digamos, se repetirmos a média dos 10 lançamentos do dado 2 mil vezes e anotarmos os resultados), a média amostral se aproximará cada vez mais da média populacional, que é 3,5.
Além disso, a distribuição amostral desta média tenderá a uma distribuição normal com média igual a 3,5 e variância igual à variância populacional dividida por n:
{\displaystyle {\frac {Var\left[X\right]}{n}}\approx {\frac {2,917}{n}}}.
A figura mostra as médias para dois, cinco, dez, vinte e quarenta lançamentos, experimentos realizados 10 mil vezes cada um.

### Exemplos teóricos
O fato da distribuição de probabilidade para a distância total percorrida em um passeio aleatório (parcial ou imparcial) tender a uma distribuição normal, é utilizado na termodinâmica estatística.
O lançamento de um grande número de moedas irá resultar em uma distribuição normal para o número total de caras (ou equivalentemente número total de coroas).
O teorema central do limite também explica a aparência da "curva de Bell" em estimativas de densidade aplicados aos dados do mundo real. Em casos como o ruído eletrônico, notas de exame, e assim por diante, muitas vezes consideramos um único valor medido como a média ponderada de um grande número de pequenos efeitos. Usando generalizações do teorema central do limite, então podemos ver que isso muitas vezes (mas nem sempre) produzir uma distribuição final que é aproximadamente normal.
Em geral, quanto maior o número de medições das variáveis independentes, maior será a tendência à normalidade. Isso justifica o uso comum desta distribuição para substituir os efeitos de variáveis não observadas em modelos como o modelo linear .

## História
O teorema central do limite tem uma história interessante. A primeira versão deste teorema foi postulada pelo matemático francês Abraham de Moivre , que em um notável artigo publicado em 1733, usou a distribuição normal para aproximar a distribuição do número de caras resultantes de muitos lançamentos de uma moeda não viciada. Esse pensamento foi muito à frente de seu tempo, mas fora esquecido até que o famoso matemático francês Pierre Simon de Laplace resgatou-o da obscuridade em sua monumental obra Théorie des Analytique probabilites, que foi publicada em 1812. Laplace expandiu a descoberta de De Moivre e encontrou a aproximação da distribuição binomial a partir da distribuição normal. Mas, como a descoberta de De Moivre, a descoberta de Laplace recebeu pouca atenção naquela época. Somente no final do século XIX, que a importância do teorema central do limite foi discernida, quando em 1901, o matemático russo Aleksandr Lyapunov definiu em termos gerais e provou exatamente como o teorema funcionava matematicamente. Hoje em dia, o teorema central do limite é considerado o soberano não oficial da teoria da probabilidade.
Sir Francis Galton descreveu o teorema central do limite como:
Eu mal sei de nada tão apto a impressionar a imaginação como a maravilhosa forma da ordem cósmica expressa pela "Lei de Frequência de erro". A lei teria sido personificada pelos gregos e divinizados, se soubessem disso. Ela reina com serenidade e em completa auto-anulação, em meio à mais selvagem confusão. No confusão da multidão, e quanto maior a aparente anarquia, mais perfeito é o seu domínio. É a lei suprema da Irracionalidade. Sempre que uma grande amostra de elementos caóticos são tomadas na mão e ordenadas por sua magnitude, surge uma forma insuspeita e mais bela de regularidade que parecia estar latente o tempo todo.
O termo "teorema central do limite" (em alemão: "Zentraler Grenzwertsatz") foi utilizado pela primeira vez por George Pólya em 1920 no título de um artigo. Pólya referiu-se ao teorema como "central" devido à sua importância na teoria da probabilidade. De acordo com Le Cam, a escola francesa de probabilidade interpreta a palavra central no sentido de que "ele descreve o comportamento do centro de distribuição, em oposição às suas caudas". O resumo o artigo sobre o teorema central do limite do cálculo de probabilidades e do problema de momentos por Pólya  em 1920 traduz-se como segue.
A ocorrência da densidade de probabilidade Gaussiana e-x2 a partir de experiências repetidas; de erros de medida, resultantes da composição de muitos e pequenos erros elementares; em processos de difusão; etc pode ser explicada, como é bem conhecido, por um único teorema do limite, que desempenha um papel central no cálculo das probabilidades. O descobridor real deste teorema do limite deve ser chamado Laplace, é provável que a sua prova rigorosa foi dada pela primeira vez por Tschebyscheff e sua formulação mais precisa pode ser encontrada, tanto quanto eu estou ciente, em um artigo de Liapounoff. [...]
Um relato completo da história do teorema, detalhando o trabalho de Laplace fundacional, bem como as contribuições de Cauchy, Bessel e Poisson, é fornecido por Anders Hald. Relatos históricos, um abrangendo o desenvolvimento de Laplace de Cauchy, o segundo as contribuições de von Mises, Pólya, Lindeberg, Lévy, e Cramér durante a década de 1920, são dadas por Hans Fischer. Le Cam descreve um período em torno de 1935. Bernstein apresenta uma discussão histórica focando o trabalho de Pafnuty Chebyshev e seus alunos Andrey Markov e Aleksandr Lyapunov que levou às primeiras provas da TLC em um cenário geral.
A nota curiosa da história do teorema central do limite é que a prova de um resultado semelhante ao de 1922 de Lindeberg foi assunto de uma dissertação de Alan Turing em 1934 na Faculdade do Rei na Universidade de Cambridge.  Somente após a apresentação do trabalho que Turing aprendeu o que já tinha sido provado. Consequentemente, a dissertação de Turing nunca foi publicada.